# City Slickers – Die Großstadt-Helden
City Slickers – Die Großstadt-Helden (Originaltitel: City Slickers) ist eine US-amerikanische Filmkomödie aus dem Jahr 1991. Der Regisseur war Ron Underwood, das Drehbuch schrieben Lowell Ganz und Babaloo Mandel. Die Hauptrolle spielte Billy Crystal.

## Handlung
Mitch Robbins ist ein frustrierter Angestellter eines Radiosenders, er verkauft die Sendezeit für Werbung. Als er in der Schule seines Sohnes von seiner Arbeit erzählen soll, ruft sein beschämter Sohn, sein Vater sei der Kapitän eines U-Bootes. Daraufhin teilt Robbins den verwunderten Kindern seine pessimistischen Ansichten über das Leben mit.
Während seiner Geburtstagsfeier hört Mitch von seinen Freunden, zu denen der in einem Supermarkt beschäftigte Phil Berquist gehört, dass diese ihren Urlaub damit verbringen wollen, einige Tage Cowboys zu spielen und eine Kuhherde zu treiben. Eigentlich soll Robbins in dieser Zeit seine Schwiegereltern in Florida besuchen, doch seine Frau Barbara willigt ein. Sie will, wie sie sagt, dass Mitch sein Lächeln wiederfindet. Es kommt zum Eklat, als Nancy, die junge Geliebte von Berquist, auftaucht und er vor den Gästen der Party mit seiner Frau streitet.
Zur Gruppe der Freizeit-Cowboys gehören einige andere Großstädter, darunter zwei Brüder, die Speiseeis produzieren, sowie ein Zahnarzt mit seinem Sohn. Die Gruppe wird vom erfahrenen Cowboy Curly Washburn angeführt. Bei seinem ersten Auftritt überwältigt Washburn ein paar junge Cowboys, die eine Teilnehmerin der Veranstaltung belästigen. Robbins spottet, seine Scherze beleidigen Washburn, der unerwartet hinter dem Rücken von Robbins auftaucht.
Kurze Zeit später verursacht Mitch mit seiner batteriebetriebenen, lauten Kaffeemühle eine Panik unter den Kühen. Dadurch trennen sich einige Kühe von der Herde. Washburn befiehlt Robbins, ihn bei der Suche nach den Kühen zu begleiten. Robbins hat zuerst Angst vor Washburn, aber nächtens am Lagerfeuer sprechen sie ihre Differenzen aus und freunden sich an. Washburn erzählt, dass eine Frau, die er nur einmal sah, zu seiner großen Liebe geworden ist. Er hat nie versucht, sie näher kennenzulernen.
Mitch hilft am nächsten Tag bei der Geburt eines Kalbes; die leidende Mutterkuh wird von Washburn aus Mitleid erschossen. Etwas später stirbt Washburn, zuerst unbemerkt von den anderen. Die meisten Mitglieder der Gruppe geben auf. Robbins, Berquist und Furillo jedoch treiben die Herde bis zur Heimatranch, wo sie vom Besitzer der Herde und allen anderen Teilnehmern des Trecks begeistert empfangen werden. Mitch nimmt das Kalb mit nach Hause, sehr zur Überraschung seiner Familie. Er zeigt sein Lächeln und verspricht seiner Frau, von jetzt an alles besser zu machen.

## Synchronisation
Die deutsche Synchronisation entstand nach einem Dialogbuch von Frank Schröder unter der Dialogregie von Michael Richter im Auftrag der Deutschen Synchron.
| Darsteller       | Rolle             | Deutscher Sprecher       |
| ---------------- | ----------------- | ------------------------ |
| Billy Crystal    | Mitch Robbins     | Joachim Tennstedt        |
| Daniel Stern     | Phil Berquist     | Reinhard Kuhnert         |
| Bruno Kirby      | Ed Furillo        | Hans-Jürgen Wolf         |
| Patricia Wettig  | Barbara Robbins   | Kerstin Sanders-Dornseif |
| Helen Slater     | Bonnie Rayburn    | Ulrike Möckel            |
| Jack Palance     | Curly Washburn    | Helmut Krauss            |
| Noble Willingham | Clay Stone        | Jochen Schröder          |
| Tracey Walter    | Cookie            | Jürgen Kluckert          |
| Josh Mostel      | Barry Shalowitz   | Tom Deininger            |
| David Paymer     | Ira Shalowitz     | Wilfried Herbst          |
| Walker Brandt    | Kim               | Anke Reitzenstein        |
| Yeardley Smith   | Nancy             | Maud Ackermann           |
| Kyle Secor       | Jeff              | Patrick Winczewski       |
| Jeffrey Tambor   | Lou, Mitchs Chef  | Helmut Gauß              |
| Jayne Meadows    | Mitchs Mutter     | Christel Merian          |
| Bill Henderson   | Dr. Ben Jessup    | Claus Wilcke             |
| Phill Lewis      | Dr. Steven Jessup | Frank Schröder           |
| Robert Costanzo  | Sal Morelli       | Leon Boden               |
| Dean Hallo       | T. R.             | Gerald Paradies          |

## Kritiken
Der Kritiker Roger Ebert schrieb in der Zeitung Chicago Sun-Times vom 7. Juni 1991, dass der Film ihn überraschte, weil er anspruchsvoller war, als er es erwartet hatte. Er bezeichnete den Film als eine ironische Version von Red River mit John Wayne.
Das Lexikon des internationalen Films schrieb: „Der viel zu langatmige Film entlockt der absurden Situation weniger Komik als vermutet, dafür um so mehr aufdringliche "Lebenshilfe"; insgesamt ein mäßiges Vergnügen.“

## Auszeichnungen
Academy Award
- Oscar in der Kategorie Bester Nebendarsteller für Jack Palance

Golden Globe Award
- Golden Globe in der Kategorie besten Nebendarsteller für Jack Palance
- Nominiert für den Golden Globe in der Kategorie beste Filmkomödie
- Nominiert für den Golden Globe in der Kategorie bester Hauptdarsteller für Billy Crystal.

Ferner gewann Billy Crystal den MTV Movie Award und den American Comedy Award. Marc Shaiman gewann den ASCAP Award der American Society of Composers, Authors and Publishers.

## Hintergründe
- Der Film spielte in den Kinos der USA ca. 124 Millionen US-Dollar ein.[3] Er wurde im Jahr 1994 mit Die goldenen Jungs fortgesetzt.
- Bei der DVD-Erstveröffentlichung des Films im deutschen Sprachraum wurde im Jahr 2000 zunächst die deutschsprachige Kinoversion veröffentlicht. Erst in den Veröffentlichungen ab dem Jahr 2003 wurden vier Minuten hinzugefügt, die in der Kino-Version fehlten. Diese Passage – ein Gespräch zwischen den drei Hauptdarstellern – musste nachsynchronisiert werden, wofür allerdings keiner der drei ursprünglichen Synchronsprecher eingesetzt wurde, sondern ein neuer Sprecher alle drei Schauspieler spricht.[4] Im Jahr 2020 erschien der Film mit neuer 4k-Abtastung vom Filmnegativ mit beiden Filmfassungen via [Seamless Branching] auf Blu-ray.
- Billy Crystals 14-jährige Tochter Lindsay, mittlerweile eine Film-Produzentin und -Regisseurin, spielt eine kleine Nebenrolle als seine Filmtochter[5] und der 11-jährige Jake Gyllenhaal als sein Sohn. Es war Gyllenhaals erste Filmrolle.